# Roberto Mauri (Medailleur)
Roberto Mauri (geboren am 19. Juli 1949 in Rom) ist ein italienischer Medailleur.

## Werdegang

Italienische Kursmünze zu 50 Cent (seit 2002)

San-marinesische 2-Euro-Gedenkmünze zum 500. Todestag Sandro Botticellis (2010)

Roberto Mauri studierte Architektur und arbeitete als Innenarchitekt. Nach dem Besuch von Kursen in Industriedesign und Kupferstich begann er 1983 eine Ausbildung an der Scuola dell’Arte della Medaglia – Giuseppe Romagnoli des Istituto Poligrafico e Zecca dello Stato. Mauri ist Mitarbeiter des Istituto Poligrafico, das auch als Münzprägeanstalt für Italien, San Marino und die Vatikanstadt fungiert. Sein auch außerhalb Italiens bekanntester Entwurf ist die Bildseite der italienischen Euromünzen zu 50 Cent mit der Reiterstatue Mark Aurels auf der von Michelangelo entworfenen Pflasterung des Kapitolsplatzes. Für die italienische Münzprägeanstalt gestaltete Frapiccini auch viele Ausgaben der san-marinesischen und vatikanischen Euromünzen.

## Werke (Auswahl)
- Gedenkmünze aus Gold zu 50.000 Lire anlässlich des 800. Jahrestags des Baptisterium San Giovanni in Parma (1996);
- Bildseite der italienischen Euro-Kursmünze zu 50 Cent (seit 2002);
- Silbermünze der Vatikanstadt zu 5 Euro aus Anlass des Jahres des Rosenkranzes (2003);
- Goldmünzen zu 20 Euro und 50 Euro von San Marino zum 700. Jahrestag der Grundsteinlegung der Cappella degli Scrovegni (2003);
- Silbermünze von San Marino zu 5 Euro zu den XX. Olympischen Winterspielen in Turin (2005);
- Silbermünze von San Marino zu 10 Euro anlässlich des 500. Jahrestags der Wehrpflicht (2005);
- 3 Silbermünzen zu 5 Euro, 3 Silbermünzen zu 10 Euro, 3 Goldmünzen zu 20 Euro und eine Goldmünze zu 50 Euro anlässlich der XX. Olympischen Winterspiele (Bildseiten, 2006);
- 2-Euro-Gedenkmünze San Marinos zum 500. Todestag von Sandro Botticelli (2010);
- 2-Euro-Gedenkmünze anlässlich des 700. Geburtstags von Giovanni Boccaccio (2013).